# Спиро Бадев
Спиридон (Спиро) Георгиев (Георев) Бадев е български учител, деец на късното Българско възраждане в Македония.

## Биография
Роден е на 21 април 1872 година в големия български централномакедонски град Прилеп, тогава в Османската империя, в семейството на българския общественик Георги (Гьоре) Димков (Димов) Бадев и съпругата му Катерина. Завършва в 1893 година педагогическите курсове на Солунската българска мъжка гимназия. Завръща се в родния си град и от 1893 година преподава в Прилепското българско класно училище. След това до 1897 година преподава в щипската махала Ново село.
Изселва се в Свободна България и в 1897 – 1898 година слуша лекции в Историко-филологическия факултет на Висшето училище в София. Работи в Главната дирекция на статистиката (1899 – 1901, 1906 – 1907) и в Главната дирекция на Български държавни железници.
Женен е за Фанка Конева Попова, също от Прилеп.
Умира в София в 1955 година.
- Свидетелство за женитба, 22 май 1905 година
- Свидетелство за женитба, 22 май 1905 година (гръб)